# Nikołaj Piskunow
Nikołaj Siemionowicz Piskunow (ros. Николай Семёнович Пискунов; 1908 — 1977) – radziecki matematyk, uhonorowany tytułem „Zasłużony Działacz Nauki RFSRR” (1965). Ukończył studia w Instytucie Pedagogicznym w Jarosławiu (1929). Od 1941 roku pracował w Instytucie Matematyki Akademii Nauk ZSRR. Doktor nauk, profesor (1939), autor dwutomowego podręcznika Rachunek różniczkowy i całkowy.

## Książki

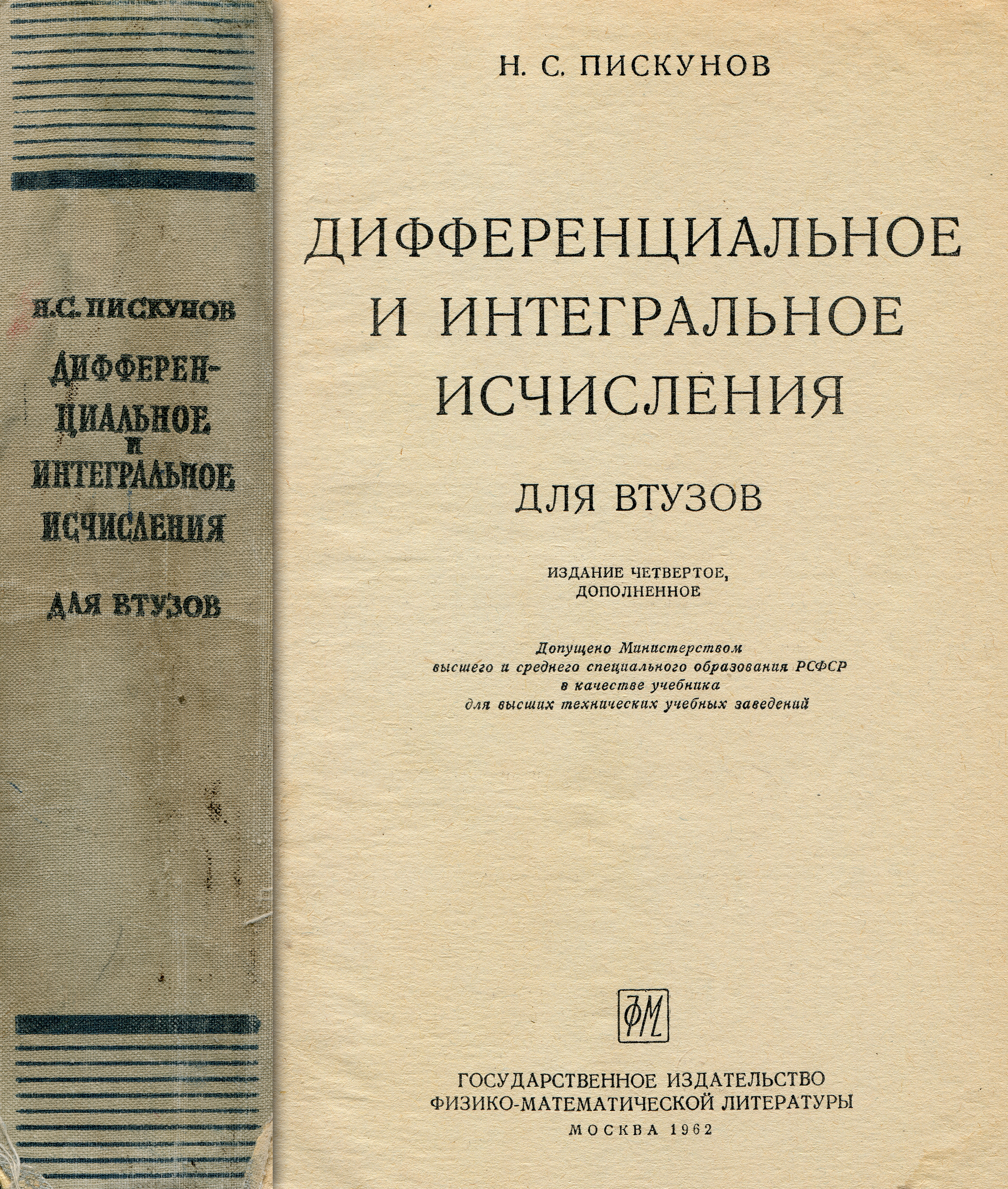
Дифференциальное и интегральное исчисления. Н.С.Пискунов. 1962 год.

- Дифференциальное и интегральное исчисления, Том 1
- Дифференциальное и интегральное исчисления, Том 2